# Википедија на језику есперанто
Википедија на језику есперанто (есп. Vikipedio en Esperanto) јест верзија Википедије, слободне енциклопедије, на есперанту, која је у фебруару 2013. имала 370.902 чланака и била је 31. издање Википедија према броју чланака.

## Настанак и статистика
У децембру 2001. двојица есперантиста, Џери Милвер (Jerry Muelver) и Стивен Калб (Stephen Kalb), сачинили су основу од 139 чланака на есперанту. Издање је започето 2. јануара 2002. с више од 300 страница. После годину дана бројало је 51 википедиста, од којих су 20 „изузетно активни” (с више од по стотину измјена мјесечно) и приближно 4.200 чланака.
У првој половини 2010. Википедија на есперанту бројала је више од 34.000 корисника, од којих су 500 активних. У јуну 2008. достигла је 100.000 чланака.